# Caenby Corner
Caenby Corner – wieś w Anglii, w hrabstwie Lincolnshire, w dystrykcie West Lindsey. Leży 18 km na północ od Lincoln i 212 km na północ od Londynu.